# Oculudentavis
Oculudentavis is een geslacht van uitgestorven reptielen, van onzekere fylogenetische plaatsing, dat leefde tijdens het Laat-Krijt in het gebied van het huidige Myanmar. De typesoort is Oculudentavis khaungraae
Het taxon is oorspronkelijk beschreven als een vroege vogel ter grootte van de kleinste bekende dinosauriër, de bijkolibrie, maar werd onmiddellijk door andere wetenschappers herkend als een lid van de Lepidosauromorpha.

## Vondst en naamgeving
De Birmese Khaung Ra schonk aan het Hupoge Amber Museum te China een stuk barnsteen met daarin de schedel van een kleine gewervelde. Het stuk was afkomstig van de vindplaats van Angbamo, nabij Tanai in de noordelijke provincie Kachin. Het bleek om een nog onbekende soort te gaan.
In 2020 werd de typesoort Oculudentavis khaungraae benoemd en beschreven door Xing Lida, Jingmai Kathleen O’Connor, Lars Schmitz, Luis María Chiappe, Ryan Cristopher McKellar, Yi Qiru en Li Gang door middel van een publicatie in het gerenommeerde blad Nature. De geslachtsnaam is afgeleid van het Latijn oculus, 'oog', dens, 'tand' en avis, 'vogel'. Het artikel gaf geen verklaring van de naam maar het dier heeft grote ogen en veel tanden. Er is op gewezen dat de combinatie in correct Latijn 'Oculodentavis' had moeten opleveren. De soortaanduiding eert Khaung Ra als weldoenster.
Het holotype HPG-15-3 is gevonden in een laag uit het Cenomanien die 98,8 miljoen jaar oud is. Het bestaat uit een schedel met onderkaken. Het ligt in verband. Volgens de beschrijvers betrof het een volwassen exemplaar maar latere commentatoren concludeerden dat de afwijkende vorm wel eens het gevolg zou kunnen zijn van een zeer jonge leeftijd. Vooral de grote ogen zijn typisch voor dieren die net uit het ei gekropen zijn. Het fossiel is niet uit het barnsteen verwijderd en werd bestudeerd door middel van een CAT-scan. Naast botten zijn ook weke delen bewaard, waaronder huidresten, de tong en weefsels van het verhemelte. Een verenkleed ontbreekt echter.

## Beschrijving

### Grootte en onderscheidende kenmerken
Het stuk barnsteen is maar een drie centimeter lang en het in een hoek daarvan aanwezige schedeltje heeft een lengte van slechts veertien millimeter. Het holotype van Oculudentavis is dus een klein dier. In een persbericht werd het gewicht geschat op twee gram.
De beschrijvers gaven enkele onderscheidende kenmerken aan. Sommige daarvan zouden autapomorfieën zijn, unieke afgeleide eigenschappen. De achterste tak van het bovenkaaksbeen reikt tot onder het midden van de oogkas. De achterste tak van het bovenkaaksbeen is bovenaan sterk naar buiten gedraaid. De onderkaak draagt een driehoekige schuin naar boven stekende processus coronoides. De bovenkaak draagt drieëntwintig tanden waarvan vier onder de oogkas liggen.
Daarnaast zou er een unieke combinatie van op zich niet unieke kenmerken aanwezig zijn. De snuit is slank. De fenestra antorbitalis ontbreekt. De plaatjes van de scleraalring zijn lepelvormig, langer dan breed.
Deze kenmerken zijn alleen onderscheidend ten opzichte van vogels. Voor Lepidosauromorpha zijn ze normaal, met uitzondering van de slanke snuit. Het herbeschrijven van Oculudentavis als lepidosauromorf zou de slankheid van de snuit als onderscheidend kenmerk kunnen omvatten, aangevuld met mogelijke andere eigenschappen.

### Skelet
Het is begrijpelijk dat Oculudentavis op het eerste gezicht voor een vogel werd aangezien. Het schedeltje toont een typisch vogelachtige kop met een spitse lage snuit, teruggetrokken neusgaten, grote oogkassen, een rond schedeldak en een korte achterste schedel.
Het beschrijvende artikel gaf echter al expliciet aan dat het fossiel kenmerken toonde die sterk afwijkend waren van andere bekende dinosauriërs. Daaronder valt de ver naar achter doorlopende tandenrij die bij Dinosauria alleen bij Ichthyornis voorkomt, het driehoekige uitsteeksel op de onderkaak, het zeer lange dentarium van de onderkaak, het ontbreken van een quadratojugale zodat het onderste slaapvenster aan de onderkant niet gesloten wordt, een komvormige uitsparing in de buitenste zijkant van het quadratum, de grote fenestrae posttemporales, de lepelvormige in plaats van rechthoekige scleraalplaatjes en vooral de pleurodonte tanden die met het kaakbeen vergroeid zijn in plaats van in tandkassen te staan.
Daarbij zijn er kenmerken die in het bijzonder niet passen bij een status als basale vogel die aan de soort werd toegekend. Afwijkend zijn de met de bovenkaaksbeenderen en voorhoofdsbeenderen versmolten praemaxillae zodat er geen kinesis is, het ontbreken van een fenestra antorbitalis, het grote aantal tanden waaronder dertig op de onderkaak, lange tanden die gebogen kegelvormig zijn in plaats van vrij stomp, een geschubde huid en het ontbreken van pneumatisering in de schedel. Dit werd alles verklaard als een effect van miniaturisering. Omdat het dier niet evident pedomorf is, werd die verkleining weer verklaard door een zeer laag groeitempo aan te nemen. Dit zou weer samenhangen met dwergvorming vanwege het bewonen van een vrij klein eiland.
De Chinese onderzoekers Li en Wang oefenden in 2020 in detail kritiek uit op deze interpretaties. Het ontbreken van een fenestra antorbitalis was verklaard door een samenvloeiing met de oogkas. Hiertegen werd ingebracht dat het traanbeen, waar doorheen zo'n doorbraak zou moeten hebben plaatsgevonden, nog als één geheel aanwezig was. Bij Oculudentavis vormt het bovenkaaksbeen de onderzijde van de oogkas; bij dinosauriërs is dat altijd het jukbeen. Ontkend werd ook dat miniaturisering een plausibel mechanisme is voor de veronderstelde veranderingen: andere kleine Archosauria tonen die ook niet. De illustratie in het oorspronkelijke artikel zou ten onrechte suggereren dat een quadratojugale aanwezig is; de reductie ervan is typisch voor hagedissen. Andere kenmerken die tegen een status van vogel pleiten zijn de pariëtale opening, de gescheiden richels op de onderkant van de voorhoofdsbeenderen en tanden op het verhemelte. De hoofdauteur van het benoemende artikel kondigde hierop aan zijn bevindingen terug te nemen.

## Fylogenie
De foute determinering had snel ontdekt kunnen worden door de gegevens van Oculudentavis, in het kader van een exacte kladistische analyse, in te voeren in een datamatrix van de hele Diapsida. Geschikte gedetailleerde matrices van die omvang ontbreken echter nog. In plaats daarvan werden ze ingevoerd in een matrix van de vogels, wat onherroepelijk ook een positie in Aves opleverde. Oculudentavis viel daarin, zoals te verwachten viel, zeer basaal uit, net iets meer afgeleid dan Archaeopteryx, met een impliciete verborgen ontwikkelingslijn van vijftig miljoen jaar. Dat is dus slechts een artefact van de gebruikte methode. Michael Mortimer paste een onvolmaakte diapside matrix toe en vond Oculudentavis en Huehuecuetzpalli als zustersoorten ven de Squamata.

## Levenswijze
De beschrijvers zagen Oculudentavis als een roofdier dat zich voedde met kleine ongewervelden. De kleine openingen in de scleraalringen wijzen erop dat overdag gejaagd werd. Aangezien ze het dier als een vogel interpreteerden, namen ze aan dat het leek op een kolibrie. Problematisch zijn dan de scherpe tanden. Ze overwogen of het een viseter zou kunnen zijn geweest maar de papillae van de tong en het verhemelte hadden daarvoor niet de typische scherpte. Omdat Oculudentavis in feite als een soort hagedis gebouwd was en vermoedelijk een bosbewoner, kan de scherpe snuit een aanpassing zijn om kleine insecten te grijpen of wellicht larven. De beschrijvers wezen erop dat er door de zijdelingse stand van de ogen geen stereoscopisch zicht aanwezig was, wat men bij een roofdier wel zou verwachten. De versmelting van de snuitbotten en de lange processus coronoides zagen ze als een aanpassing om de bijtkracht te verhogen. Al deze kenmerken zijn normaal voor basale lepidosauromorfen en waren dus geen speciale adaptatie.